# Biblioteca pública de Samoa
La Biblioteca pública de Samoa (en inglés: Samoa Public Library) también conocida como la Biblioteca pública Memorial Nelson, es la principal biblioteca pública de Samoa.
La biblioteca está situada en la capital, Apia, en la isla de Upolu, y también es llamada a veces la Biblioteca Apia.
La biblioteca fue creada en 1956 pero el edificio actual en Beach Road se inauguró oficialmente en 1960. El financiamiento para la construcción se recibió del gobierno de Samoa, Nueva Zelanda y la familia del patriota, líder Mau y empresario Olaf Frederick Nelson. La biblioteca lleva ese nombre en honor de Nelson.
Los servicios bibliotecarios en Samoa son administrados por el Ministerio de Educación, Deportes y Cultura.